# آکیهیکو ناکامورا
آکیهیکو ناکامورا (انگلیسی: Akihiko Nakamura؛ زادهٔ ۲۳ اکتبر ۱۹۹۰) ورزشکار دو و میدانی اهل ژاپن است.